# Manfred Roßner
Manfred Roßner (Pößneck, 1941. április 2. – Lipcse, 2008. március 13.) német nemzetközi labdarúgó-játékvezető.

## Pályafutása

### Nemzeti játékvezetés
1974-ben lett hazája legfelső szintű labdarúgó-bajnokságának játékvezetője. 1990-ben a két Németország egyesülésekor a Német Demokratikus Köztársaságban, az Ober-ligában megszűnt státusza. 1990-1998 között a Bundesligában tevékenykedett Az Ober-ligában vezetett mérkőzéseinek száma: 166. Bundesligás mérkőzéseinek száma: 123.

### Nemzetközi játékvezetés
A NDK Játékvezető Bizottsága (JB) terjesztette fel nemzetközi játékvezetőnek, a Nemzetközi Labdarúgó-szövetség (FIFA) 1980-tól tartotta nyilván bírói keretében. Több nemzetek közötti válogatott és klubmérkőzést vezetett, vagy partbíróként segítette működő társát. A német nemzetközi játékvezetők rangsorában, a világbajnokság-Európa-bajnokság sorrendjében többedmagával a 42. helyet foglalja el 1 találkozó szolgálatával. Az aktív nemzetközi játékvezetéstől 1991-ben búcsúzott. Válogatott mérkőzéseinek száma: 4.

#### Európa-bajnokság
1984-ben NSZK rendezte a II. U17-es labdarúgó-Európa-bajnokságot, ahol a FIFA JB bírói szolgálattal bízta meg.
Az európai-labdarúgó torna döntőjéhez vezető úton Német Szövetségi Köztársaságba a VIII., az 1988-as labdarúgó-Európa-bajnokságra és Svédországba a IX., az 1992-es labdarúgó-Európa-bajnokságra az UEFA JB játékvezetőként foglalkoztatta.

##### 1988-as labdarúgó-Európa-bajnokság
Az UEFA JB több játékvezetőnek adott lehetőséget, hogy bíró mellett partbíróként tevékenykedjen.

###### Selejtező mérkőzés
| Időpont          | Helyszín                  | Mérkőzés típusa        | Mérkőzés              | Játékvezető        | Eredmény | Nézők száma |
| ---------------- | ------------------------- | ---------------------- | --------------------- | ------------------ | -------- | ----------- |
| 1988. június 12. | Neckar Stadion, Stuttgart | selejtező (B. csoport) | Anglia–Észak-Írország | Siegfried Kirschen | 0 : 1    | 51 573      |

##### 1992-es labdarúgó-Európa-bajnokság

###### Selejtező mérkőzés
| Időpont           | Helyszín                  | Mérkőzés típusa           | Mérkőzés           | Eredmény | Nézők száma |
| ----------------- | ------------------------- | ------------------------- | ------------------ | -------- | ----------- |
| 1990. december 5. | Nemzeti Stadion, Bukarest | előselejtező (2. csoport) | Románia–San Marino | 6 : 0    | 6 380       |

## Sportvezetőként
Aktív játékvezetői pályafutása után a Német Labdarúgó-szövetségnél oktatással és ellenőrzéssel foglalkozott.

## Magyar vonatkozás
| Időpont            | Helyszín                     | Mérkőzés típusa | Mérkőzés                 | Eredmény | Nézők száma |
| ------------------ | ---------------------------- | --------------- | ------------------------ | -------- | ----------- |
| 1988. november 15. | Karaiskakis Stadion, Pireusz | felkészülési    | Görögország–Magyarország | 3 : 0    | 1 000       |